# Nagy Tamás (labdarúgó, 1988)
Nagy Tamás (Kazincbarcika, 1988. január 18. –) labdarúgó, hátvéd.Jelenleg a Kaposvár játékosa.

## Sikerei, díjai
NB II-es bajnok (2011, DVTK)